# Monatsschrift für Kakteenkunde
Monatsschrift für Kakteenkunde, (abreujat Monatsschr. Kakteenk.), va ser una revista il·lustrada amb descripcions botàniques que va ser editada a Alemanya. Es van publicar 31 números entre els anys 1891-1922. Va ser precedida per Paul Arendt's Monatsschrift für Kakteenkunde.